# Agrostis sotolonifera
Agrostis sotolonifera é uma espécie de gramínea do gênero Agrostis, pertencente à família Poaceae.